# Partito Liberale Riformatore
Il Partito Liberale Riformatore (in romeno: Partidul Liberal Reformator - PLR) è stato un partito politico romeno di orientamento liberale e riformista fondato nel 2014 su iniziativa di Călin Popescu Tăriceanu, Primo ministro dal 2004 al 2008.
Il nuovo soggetto politico si è affermato a seguito di una scissione dal Partito Nazionale Liberale, dopo che questo aveva abbandonato l'alleanza con il Partito Social Democratico e aveva aderito in sede europea al PPE, lasciando l'ALDE.
Nel giugno 2015 è confluito con il Partito Conservatore per costituire l'Alleanza dei Liberali e dei Democratici.

## Struttura

### Presidenti
- Călin Popescu Tăriceanu (2014-2015)

## Risultati elettorali
| Elezione           | Elezione | Candidato               | Voti    | %    | Esito                |
| ------------------ | -------- | ----------------------- | ------- | ---- | -------------------- |
| Presidenziali 2014 | I turno  | Călin Popescu Tăriceanu | 508.572 | 5,36 | ❌ Non eletta/o (3º) |

## Nelle istituzioni

### Presidenti del Senato
- Călin Popescu Tăriceanu (2014 - 2015)

### Governi
- Governo Ponta IV (2014 - 2015)

### Collocazione parlamentare
- Sostegno Parlamentare (2014)

Governo Ponta III
- Maggioranza (2014-2015)

Governo Ponta IV